# Битинска дрипавка
Битинската дрипавка (Crepis bithynica Boiss.) е многогодишно тревисто растение от семейство Сложноцветни (Asteraceae), балкански субендемит. В България се среща в Пирин и е вписано в Червената книга на България и в Закона за биологичното разнообразие като критично застрашен вид.

## Описание
Битинската дрипавка е многогодишно тревисто растение. Има късо коренище, стъблата му са високи 1 – 4, 5 – 12 cm, прости или с до 4 разклонения. Листата са приосновни, дълги до 10 cm и широки 1,3 cm, с лопатовидна или яйцевидноланцетна форма, неясно наделени или назъбени. Кошничките са 1 до 4, с дължина 9 – 12 mm и широчина 4 mm. Плодосемките са дълги 5 – 6 mm, широки 0,5 mm, стесняващи се към върха в късо носче, на цвят бледожълтеникавозелени, с 15 надлъжни ребра.
Цъфти от юли до септември, плодоноси от август до октомври. Опрашва се от насекоми, размножава се със семена и вегетативно.

## Разпространение
Видът е стриктен калцифил. Вирее по варовити сипеи, варовити каменисти поляни и в пукнатини на скали. Среща се в планините в южната част на Балканския полуостров: Босна и Херцеговина, България, Гърция, Мала Азия (Турция).
В България видът се среща само в Пирин на надморска височина над 1500 m н., в две разновидности: Crepis bithynica var. bithynica – в Северен Пирин (три установени субпопулации), и Crepis bithynica var. fodorii – в Южен Пирин (една полулация при връх Орелек).

## Застрашеност
В Пирин някои от находищата на битинската дрипавка са застрашени от туристическия поток и от строителни дейности (лифтена станция „Черна могила“, транслационната станция на връх Орелек).

## Опазване
За да бъде опазена, битинската дрипавка е обявена за защитен вид съгласно Закона за биологичното разнообразие и е вписана в Червената книга на България. По-голямата част от находищата ѝ са в границите на Националния парк „Пирин“, а популация при връх Орелек също е в границите на защитена територия – резервата „Ореляк“. Находищата са в защитени зони от Европейската екологична мрежа „Натура 2000“ в България.